# Tarlton (Ohio)
Pour les articles homonymes, voir Tarlton.
Tarlton est un village américain situé dans le comté de Pickaway, dans l'Ohio. Selon le recensement de 2010, sa population est de 282 habitants.